# Luigi Pachì
Luigi Pachì (Milano, 29 dicembre 1961) è un editore, giornalista e scrittore italiano, noto soprattutto nel campo del giallo classico e della fantascienza.
Assieme a Silvio Sosio e Franco Forte ha fondato la casa editrice Delos Books e le riviste Delos Science Fiction e Corriere della Fantascienza; è inoltre curatore editoriale delle collane Odissea Mystery, Baker Street Collection, Sherlockiana, Sherlockiana Saggi, TechnoVisions, L'Atlante del Giallo, Storia Contemporanea e Crime & Criminology. È consulente editoriale per Mondadori per la collana mensile da edicola Il Giallo Mondadori Sherlock.

## Biografia
Nato a Milano nel 1961, si è laureato in economia e ha conseguito un Master of Science in management.
La sua attività nel campo della fantascienza italiana ha avuto inizio nel 1976 con il gruppo del fandom milanese Aesir SF. Negli anni ottanta ha fondato la fanzine L'Altro Spazio, divenendo nel 1982 socio promotore del Club City, mentre la sua attività nel settore del giallo classico e sulla figura di Sherlock Holmes si è succeduta alcuni anni dopo.
Ha concorso alla diffusione e divulgazione della science fiction in Italia negli anni ottanta conducendo programmi radiofonici settimanali (Radio Equipe 2, Radio Nord Italia, Onda Radio, Radio Atlanta) e fondando nel 1994, assieme a Silvio Sosio, una delle prime riviste online italiane, Delos Science Fiction, citata da Locus come la principale rivista dedicata alla fantascienza in Italia. La sua prima pionieristica fanzine telematica di fantascienza risale comunque a dieci anni prima: Blade Run (programmata in BASIC per Sinclair ZX Spectrum, uno dei primi home computer, e distribuibile su cassetta).
Nel 1997 ha fondato il Corriere della Fantascienza, mentre nel 1999 ha creato Sherlock Magazine.it, quotidiano online di notizie e approfondimenti sul giallo classico e sull'universo di sir Arthur Conan Doyle, divenuta nel 2003 anche una rivista cartacea quadrimestrale da lui diretta.
Ha intervistato tra gli altri gli scrittori William Gibson e Rudy Rucker.
Oltre all'attività giornalistica, Luigi Pachì è autore di alcuni racconti, uno dei quali, Giù nei territori, è stato finalista al Premio Courmayeur nel 1996 ed è stato pubblicato in Italia sulla rivista Carmilla e in Francia nell'antologia del meglio della fantascienza italiana Fragments d'un miroir brisé a cura di Valerio Evangelisti.
Assieme allo scrittore Franco Forte nel 2001 ha pubblicato per la casa editrice Solid di Torino il romanzo Ombre nel silenzio e per la stessa casa editrice, l'anno successivo, ha dato alle stampe il saggio L'universo di Sherlock Holmes. 
Nel 2004 ha vinto il Premio Italia col racconto Effetto CRX, scritto a quattro mani con Silvio Sosio.
È curatore dal 2003 della rivista Sherlock Magazine dedicata al giallo classico e al personaggio letterario di Arthur Conan Doyle, nonché presidente di giuria del premio letterario Sherlock Magazine Award, giunto nel 2021 alla sua diciassettesima edizione. Per la Fabbri Editori ha curato nel 2003 le antologie I nuovi casi di Sherlock Holmes e Le cronache di Sherlock Holmes, mentre nel 2012 ha curato le antologie Sherlock Holmes in Italia e Delitti d'acqua dolce (quest'ultimo con Ambretta Sampietro) con i finalisti del Premio Giallo Stresa in collaborazione con Mondadori (concorso di cui ha fatto anche parte della giuria). È l'editor della collana settimanale di eBook Sherlockiana, pubblicata da Delos Digital e dedicata agli apocrifi holmesiani. È inoltre consulente editoriale per Mondadori per la collana mensile da edicola Il Giallo Mondadori Sherlock, a sua volta dedicata ai migliori autori internazionali contemporanei di romanzi su Holmes.
Ha scritto saggi, introduzioni e articoli su libri di vari editori, fra cui Mondadori, Fabbri RCS, Delos Books e Garden Editoriale. Ha pubblicato anche vari articoli su riviste cartacee e online, fra le quali Ucronia, Delos Science Fiction, Sherlock Magazine, The Strand Magazine, Neural.
Sulla rivista Computer Business Review Italy ha curato mensilmente, dal 2004 al 2012, interviste e inchieste nell'ambito dell'ICT. Su questo argomento cura dal 2013 la collana TechnoVisions e, per un'associazione di CIO italiana (Aused), ha scritto dal 2006 nove volumetti in ebook di argomento tecnologico in ambito B2B.
È stato dirigente in alcune aziende multinazionali statunitensi di informatica e telecomunicazioni, per i mercati esteri; dal 2002 è amministratore delegato di un'agenzia di comunicazioni specializzata in ICT.

## Opere

### Romanzi
- Ombre nel silenzio, Fantascienza.com 2, Solid, 2001 (con Franco Forte)

### Antologie
- L'ombra del persuasore, La Spada Spezzata, 1993
- (come curatore) I nuovi casi di Sherlock Holmes, Il Club di Sherlock Holmes n. 1, Solid, 2001, ISBN 978-88-736-0001-5; collana Sherlock Holmes & Co, Fabbri Editori, 2003
- (come curatore) Le cronache di Sherlock Holmes, Il Club di Sherlock Holmes n. 3, Solid, ISBN 978-88-736-0023-7; collana Sherlock Holmes & Co, Fabbri Editori, 2003
- (come curatore) Sherlock Holmes in Italia, Omnibus 2, Delos Books, 2012, ISBN 978-88-653-0327-6
- (come curatore, con Ambretta Sampietro), Delitti d'acqua dolce, Lampi di Stampa, 2012, ISBN 978-88-488-1380-8
- (come curatore) Sherlock Holmes in Italia, Il Giallo Mondadori Sherlock n. 28, Mondadori, 2016, ISBN 9788852077746
- (come curatore) Sherlock Holmes - Indagini quasi sovrannaturali, Convoy n. 50, Delos Digital, 2019, ISBN 978-88-254-0855-3
- (come curatore) Sherlock Holmes - Donne, intrighi e indagini, Il Giallo Mondadori Sherlock n. 62, 2019 ISBN 9788852097713
- (come curatore) Casi paradigmatici per Sherlock Holmes, Sherlockiana Investigazioni n. 1, Delos Digital, 2020 ISBN 9788825412895
- (come curatore) Un biglietto per Innsmouth e altri luoghi arcani, I libri di Innsmouth n. 1, Delos Digital, 2021 ISBN 978-8825417289
- (come curatore) Sherlock Holmes - Indagini fuori Londra, Il Giallo Mondadori Sherlock n. 86, 2021 ISBN 9788835712923
- (come curatore, con Lucio Nocentini), Tutti insieme assassinatamente, Delos Digital, 2022 ISBN 978-8825420524
- (come curatore, con Lucio Nocentini), Tigri contro tigri, Delos Digital, 2023 ISBN 978-8825424461
- (come curatore) Sherlock Holmes - Uno studio a sei zampe e altre storie, Il Giallo Mondadori Sherlock n. 108, 2023 ISBN 9788835727828
- (come curatore) Sir Arthur Conan Doyle - Pentalogia Weird, I Libri di Innsmouth, aprile 2024 ISBN 9788825428414
- (come curatore, con Lucio Nocentini), Delitti perfetti e imperfetti sotto il sole della Toscana, Delos Digital, 2024 ISBN 978-8825429145
- (come curatore) Sherlock Holmes - Omicidi sotto la lente, Il Giallo Mondadori Sherlock n. 122, 2024 ISBN 9788835727828

### Racconti
- L'ultimo rettifilo, Solaris Fantascienza n. 11, Garden editoriale, 1988
- In viaggio con zia Sabri, in Antologia Italiana, Oltre Rivista di letteratura di genere fantastico n. 3/4, 1993
- Nuove frontiere (JPG), in MCmicrocomputer, n. 155, Roma, Technimedia, ottobre 1995,  p. 307, ISSN 1123-2714 (WC · ACNP).
- Giù nei territori, Space Opera 9, Fancon, 1997; Carmilla n. 4, 1997; Delos Digital, 2014, ISBN 978-88-677-5466-3; tradotto in: (FR) Valerio Evangelisti (a cura di), La Musique du plaisir, in Fragments d'un miroir brisé: anthologie de la nouvelle science-fiction italienne, traduzione di Jacques Barbéri, Payot & Rivâges, 1999.  Pocket, Payot & Rivâges, 2001, ISBN 978-2-266-10137-0.
- Effetto CRX, su Delos Science Fiction, n. 86, Delos Books, 20 dicembre 2003. Premio Italia 2004 per il miglior racconto professionale (con Silvio Sosio)[14]
- Enigma Owens, su Delos Science Fiction, n. 94, Delos Books, 20 ottobre 2004. Orient Express, 2007;[16] Classici della fantascienza italiana n. 32, Delos Digital 2015, ISBN 9788867755981.
- Fuori orbita, in Fantacalendario 2008, Calendario fantascienza e fantasy 2008, Delos Books, 2007
- Una partita da non dimenticare, in Fantacalendario 2008, Calendario fantascienza e fantasy 2008, Delos Books, 2007
- Gollum. The Magazine of Fantasy & Science Fiction, in Fantacalendario 2008, Calendario fantascienza e fantasy 2008, Delos Books, 2007
- Freddy, collana Classici della fantascienza italiana n. 41, Delos Digital, 2015, ISBN 978-88-6775-685-8.
- L'ombra del vertice, collana Robotica.it n. 26, (e-book), Delos Digital, 2015, ISBN 978-88-6530-541-6.

### Saggistica
(parziale)
- L'universo di Sherlock Holmes, Il Club di Sherlock Holmes n. 2, Solid, 2002, ISBN 978-88-736-0013-8
- Enterprise Mobility: l'interazione al centro, TechnoVisions n.6, Delos Digital, 2014, ISBN 978-88-677-5300-0
- Le direzioni dell'ICT nel B2B, collana TechnoVisions n.15, Delos Digital, 2015, ISBN 978-88-6775-963-7.
- Nuove mappe dell'apocrifo - Percorso mirato tra gli autori internazionali e nazionali di nuove avventure sherlockiane, in Convoy Saggi, Delos Digital 2021, ISBN 9788825414905
- Sherlock Holmes e la cosmogonia lovecraftiana di James Lovegrove, in Sherlockiana Saggi, Delos Digital 2025, ISBN 9788825431957